# جونسون كيندريك
جونسون كيندريك (27 أكتوبر 1992 - 7 يوليو 2017 ) لاعب كرة قدم برازيلي سابق. لعب سابقاً مع نادي معيذر و انتقل إلى الغرافة في عام 2016 .
لقي اللاعب مصرعه اثر اصابته بطلقات نارية في البرازيل.

## روابط خارجية
- جونسون كيندريك على موقع قاعدة بيانات كرة القدم.إي يو (الإنجليزية)
- جونسون كيندريك على موقع Soccerway.com (الإنجليزية)